# High Frequency Active Auroral Research Program
Ej att förväxla med Project HARP, ett sätt att med mycket stora kanoner skjuta missiler högt upp i atmosfären.
High Frequency Active Auroral Research Program, förkortat HAARP, är ett forskningsprogram för studier av jonosfären och vädret på hög höjd.
HAARP är en anläggning placerad i Gakona i Alaska. Anläggningen består av en högeffektssändare med 180 dipolantenner i ett rektangulärt utformat nät för högfrekvent strålning. Sändaren har idag en effekt på 3,6 MW.
HAARP opererar i jonosfären dvs på 100–350 km höjd, i en volym på några hundratal meters tjocklek och några tiotal kilometer i diameter över anläggningen. På HAARP:s webbplats kan man själv göra beräkningar med de parametrar som anläggningen uppges ha för att själv kunna bilda sig en uppfattning.